# Recensement des États-Unis de Colombie de 1864
Le recensement des États-Unis de Colombie de 1864 est un recensement de la population lancé en 1864 aux États-Unis de Colombie (ancien État fédéral d'Amérique du Sud correspondant aux actuels pays de Colombie et du Panama). Les États-Unis de Colombie comptait alors 1 694 487 habitants.